# 尋找他鄉的故事
《尋找他鄉的故事》系列（英語：Stories from Afar Series）是香港亞洲電視於1998年至2004年製作的一個資訊紀錄節目，系列共分6輯。
節目由鍾景輝作旁述，講述在世界各地海外華人的生活點滴。節目中為人熟悉的背景音樂則採用喜多郎譜曲的《Dance Of Sarasvati》（意爲辯才天女之舞），片頭的「尋找他鄉的故事」標題字卡則由金庸所題。
節目推出後廣獲好評，也成為亞洲電視其中一個高收視的節目。其後節目概念更被無綫電視及香港電台參考，推出類似節目《向世界出發》、《香港人漂流記》、《嫁到這世界邊端》及《華人移民史》。2013年，配合亞洲小姐競選舉行第25屆，亞視亦推出類似節目《Miss Asia 25th 瑰麗巡迴》。
2011年，本節目被安排在《亞視邁向55周年經典回味》時段內播出。

## 每輯內容

### 第一輯
- 薩拉熱窩篇
- 馬達加斯加篇
- 以色列篇
- 塞舌爾篇
- 盧旺達篇
- 黎巴嫩篇
- 馬耳他篇
- 日本篇
- 百慕達篇
- 突尼西亞篇
- 布拉格篇
- 巴西篇
- 亞馬遜河篇

### 第二輯
- 北極篇
- 印度篇
- 智利篇
- 匈牙利篇
- 北愛爾蘭篇
- 緬甸篇
- 塞浦路斯篇
- 摩洛哥篇
- 伊朗篇
- 西西里篇
- 莫桑比克篇
- 留尼旺篇

### 第三輯
- 烏克蘭篇
- 白俄羅斯篇
- 坦桑尼亞篇
- 英國篇
- 巴拿馬篇
- 肯亞篇
- 烏茲別克篇
- 荷蘭篇
- 哥倫比亞篇
- 蒙古篇
- 墨西哥篇
- 法國篇

### 第四輯
- 阿根廷篇
- 瓦努阿圖篇
- 哈薩克斯坦篇
- 巴布亞新畿內亞篇
- 吉爾吉斯斯坦篇

### 第五輯
- 波蘭篇
- 剛果篇
- 哥斯達尼加篇
- 土耳其篇
- 阿爾巴尼亞篇
- 加蓬篇
- 敘利亞篇
- 多明尼加篇

### 第六輯
- 印度篇
  - 第一集（彩英與耀榮-上）
  - 第二集（彩英與耀榮-下）（鄭淦昌與鄭建材）
  - 第三集（葉培炎）
- 黎巴嫩篇
  - 第四集（劉燕、趙穎）
  - 第五集（羅寶珍、徐祝明）
  - 第六集（羅煒、蔣太太）
- 以色列篇
  - 第七集（姚惜賢、鄧日暉）
  - 第八集（謝婉琴、張文潔）
  - 第九集（林國棟、周志武）
- 日本篇
  - 第十集（黃瑩、長男春義、張曄）
  - 第十一集（蔡美蛾、許明理）
  - 第十二集（梅鵬飛、張東榮）

## 獎項
| 頒獎典禮                                | 獲獎獎項           |
| 第一輯                                  | 第一輯             |
| --------------------------------------- | ------------------ |
| 1998年度電視欣賞指數 調查最佳節目頒獎禮 | 最佳電視節目第一位 |
| 第二輯                                  |                    |
| 1999年度電視欣賞指數 調查最佳節目頒獎禮 | 最佳電視節目第一位 |
| 第三輯                                  |                    |
| 2000年度電視欣賞指數 調查最佳節目頒獎禮 | 最佳電視節目第一位 |
| 第四輯                                  |                    |
| 2001年度電視欣賞指數 調查最佳節目頒獎禮 | 最佳電視節目第一位 |
| 第五輯                                  |                    |
| 2002年度電視欣賞指數 調查最佳節目頒獎禮 | 最佳電視節目第一位 |
| 第六輯                                  |                    |
| 2004年度電視欣賞指數 調查最佳節目頒獎禮 | 最佳電視節目第一位 |

出版圖書：
掌 二零零一年，亞洲電視臺出版<尋找他鄉的故事>系列圖書

## 外部連結
- 尋找他鄉的故事（1998年，共40集）
- 尋找他鄉的故事II（1999年，共40集）
- 尋找他鄉的故事III（2000年，共40集）
- 尋找他鄉的故事IV（2001年，共20集）
- 尋找他鄉的故事V（2003年，共30集）
- 尋找他鄉的故事VI（2004年，共12集）